# Lac Millstätter
Le lac Millstätter (en allemand : Millstätter See, « lac de Millstatt ») est un lac situé au sud-ouest des Alpes de Gurktal en Autriche, près de la vallée de la Drave en Carinthie. Situé à 588 mètres d'altitude, c'est le deuxième plus grand lac de Carinthie, seulement dépassé par le Wörthersee.

## Géographie

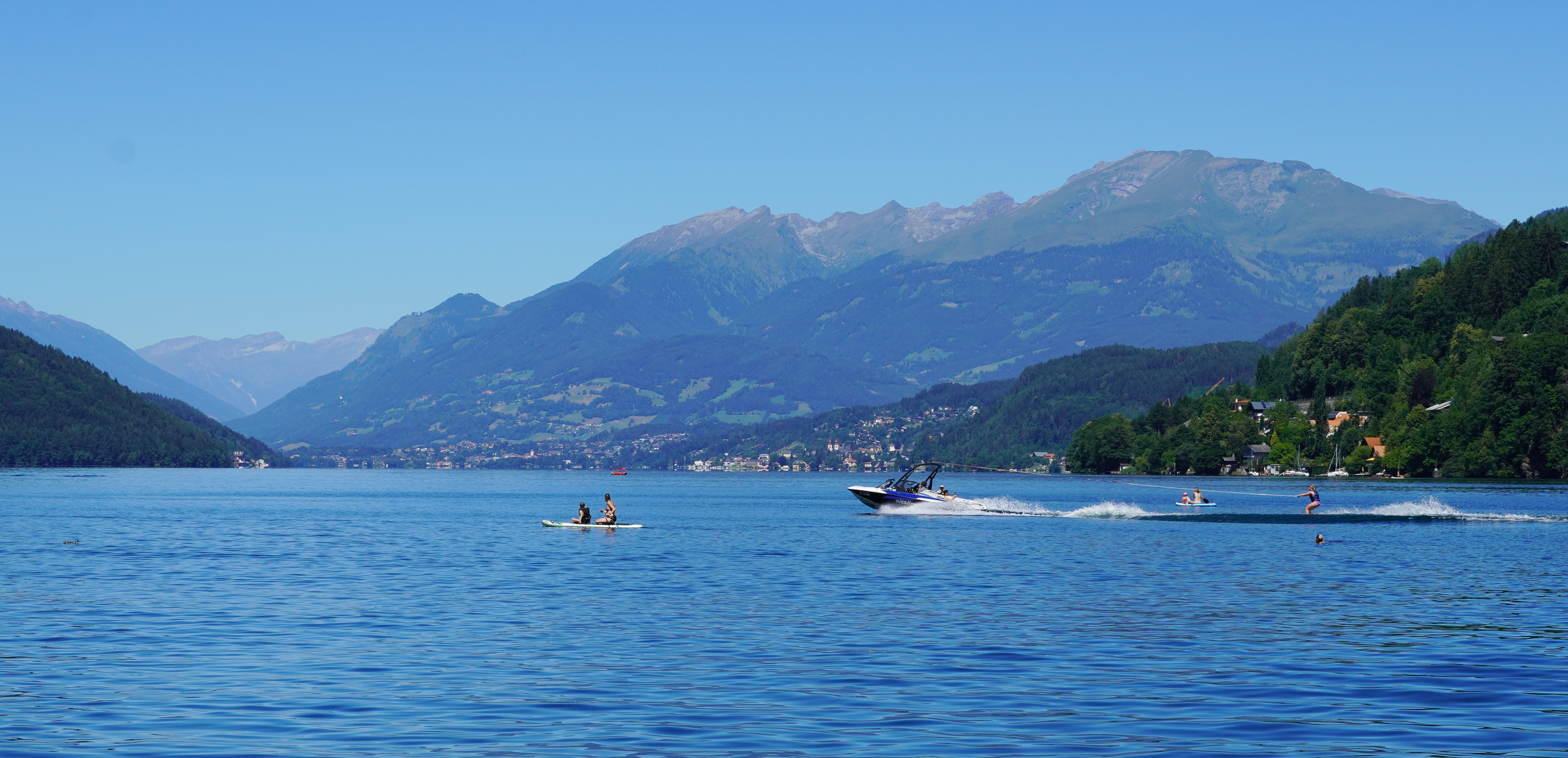
Vue vers Millstatt et le massif du Reisseck.

Le lac Millstätter est le plus profond de Carinthie avec 141 m. Il s'étend sur 11,5 km de long et sur 1,8 km de large ; sa superficie est de 13,28 km2. Il est situé au pied des Alpes orientales centrales qui ont été modelées par des glaciers jusqu'à la période du Würm il y a environ vingt mille ans.
Le paysage alpin, une nappe de charriage géologique, se compose de gneiss et de schiste, ce dernier incluant des dépôts de quartzite. Les montagnes du nord atteignent plus de 2 000 mètres d'altitude. L'eau s'écoule dans la rivière Lieser à l'ouest. Au sud, sur toute la longueur, une arête boisée sépare le bassin lacustre de la vallée de la Drave en contrebas.
L'étendue lacustre se situe, au nord, aux abords des stations balnéaires de Millstatt et de Seeboden. La ville de Spittal an der Drau se trouve à quelques kilomètres au sud-ouest.

## Histoire
La rive nord ensoleillée a été habitée de manière ininterrompue dès la période néolithique (vers 3 000 à 1 900 av. J.-C.). Région agricole et de pêcheurs pendant des siècles, les habitants vivent aujourd'hui essentiellement du tourisme. Grâce aux belles plages et à une nature harmonique, c'est une des destinations préférées pour la villégiature (Sommerfrische) depuis la fin du XIXe siècle.